# François Hollande
François Gérard Georges Nicolas Hollande (Rouen, 1954. augusztus 12. –) francia politikus, a francia Szocialista Párt elnöke 1997 és 2008 között, Nicolas Sarkozy fő kihívója a 2012-es franciaországi elnökválasztáson. 2012. május 6-án a szavazatok 51,67%-ával megválasztották Franciaország köztársasági elnökévé.
A francia Nemzetgyűlésben (parlament) Corrèze (megye) első választókerületének képviselője volt 1997 óta (1988 és 2003 között már betöltötte ezt a pozíciót). 2001 és 2008 között Tulle polgármestere volt. Corrèze (megye) közgyűlésének elnöke volt 2008 óta. 2011 októberében belső pártválasztás nyomán lett a francia Szocialista Párt és egyúttal a Baloldali Radikális Párt elnökjelöltje a 2012-es francia köztársaságielnök-választásra. 2016. december 1-én Hollande bejelentette, hogy nem indul a 2017-es franciaországi elnöki választáson.

## Élete és pályafutása
Felső-normandiai középosztálybeli családba született. Anyja, Nicole Frédérique Marguerite Tribert, szociális munkás volt, apja fül-orr-gégész orvos, aki egyszer egy helyi választáson szélsőjobb színekben indult. Családneve valószínűleg kálvinista ősöktől származik, akik Hollandiából kerülhettek Normandiába a 16. században.
Felsőfokú tanulmányait az egyik legmagasabb presztízsű francia oktatási intézményben, az École nationale d’administrationban (ENA) végezte, ahol 1980-ban kapott diplomát. Már diákként részt vett  François Mitterrand 1974-es (sikertelen) elnökválasztási kampányában. Öt évvel később belépett a francia szocialista pártba. Jacques Attali, Mitterrand egyik vezető tanácsadója felfigyelt rá, és 1981-ben elindította a képviselőválasztáson Corrèze megyében a későbbi köztársasági elnök, Jacques Chirac ellenében, de vereséget szenvedett; 1983-ban azonban már megválasztották itt képviselőnek. Az 1993-as választásokon, az általános jobboldali előretörés idején azonban elvesztette képviselői helyét.

### A Szocialista Párt vezetője

Hollande Ségolène Royallal a 2007-es francia választásokon

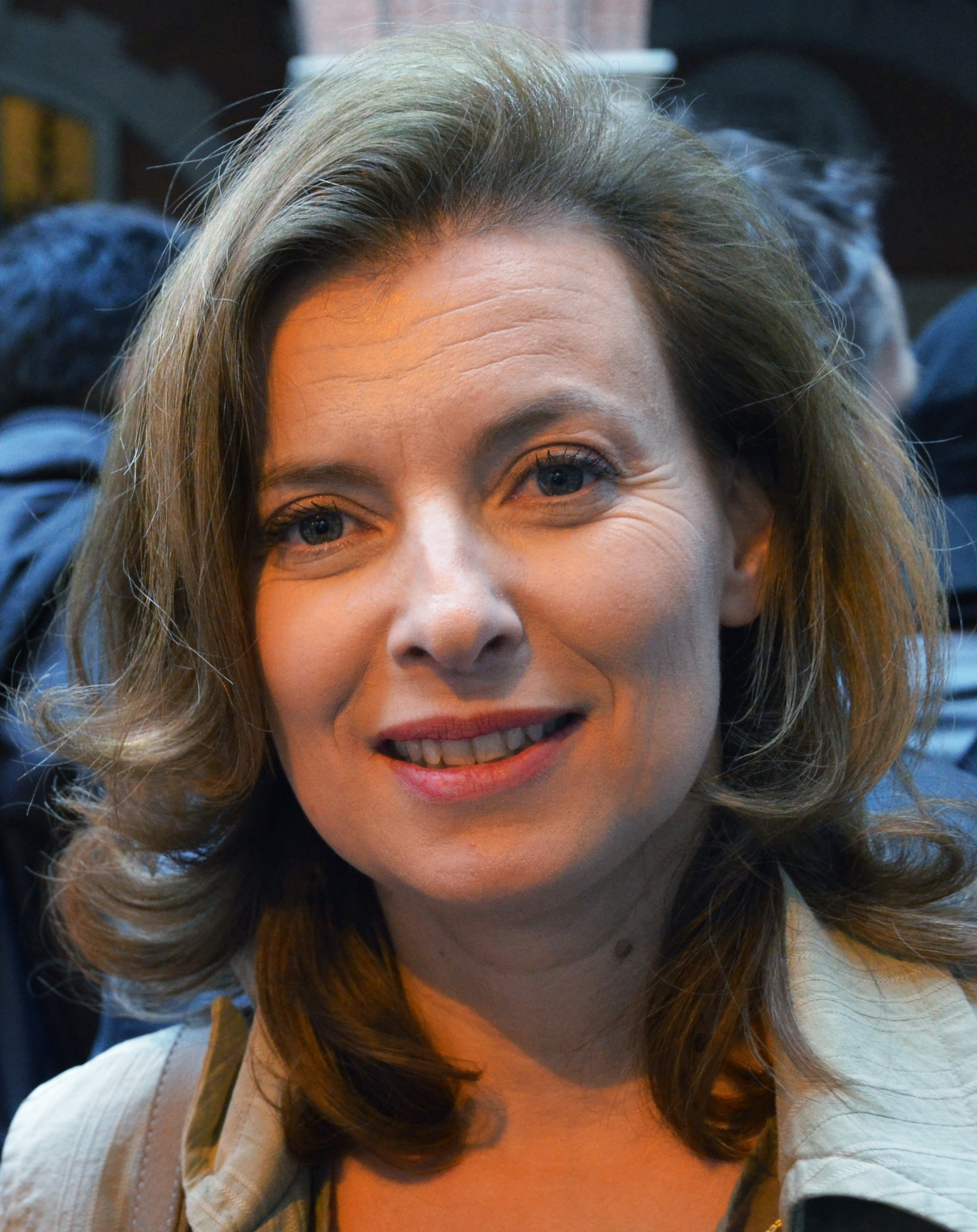
Valérie Trierweiler 2012-ben

1997-ben újra indult választókerületében és ismét képviselő lett. A Szocialista Párt megnyerte a választásokat, és vezetője, Lionel Jospin miniszterelnök lett. Hollande, aki addig a párt szóvivője volt, átvette a párt vezetését első titkári rangban és 11 évig töltötte be ezt a posztot. 2001-ben megválasztották Tulle, Corrèze megye székhelye polgármesterének is.
Jospin sokkoló vereséget szenvedett a 2002-es francia elnökválasztáson, a második fordulóba sem jutott be, ezért visszavonult. Ekkortól Hollande lett a párt legismertebb vezető személyisége. A 2003-as  dijoni pártkongresszuson, megszerezte a párt vezető személyiségeinek támogatását és újraválasztották a tőle balra álló frakciók jelöltjeivel szemben. A 2004-es parlamenti választásokon a szocialisták vezetésével nagy sikert arattak, ezért szó volt arról, hogy a 2007-es elnökválasztásokon is indul. Ebben az időben azonban az országot még megosztotta az európai alkotmányról szóló 2005-ös népszavazás. Hollande az „igen” pártján állt, a népszavazáson azonban a nemek győztek. Bár a párt vezető posztjára újraválasztották, tekintélye csökkenni kezdett. Végül élettársa, Ségolène Royal indult a köztársasági elnöki székért (de veszített Nicolas Sarkozyvel szemben). Hollande sok kritikát kapott a párt rossz szereplése miatt a 2007-es nemzetgyűlési választásokon, ezért nem indult újra a párt vezetéséért, hanem Bertrand Delanoët, Párizs polgármesterét támogatta ebben. A párt első titkára végül Martine Aubry lett 2008-tól.
Hollande 2008-tól a Corrèze megyei közgyűlés elnöke lett. Ebben a minőségében támogatta Jean Boutier francia történész javaslatát az első európai helytörténeti díj, az Etienne Baluze-díj létrehozására.  Az első ilyen díjat ő adta át Beatrice Palmero olasz történésznek.
2011 márciusában bejelentette, versenybe lép pártja elnökjelöltségéért a 2012-es franciaországi elnökválasztásra. A Szocialista Párt és a Baloldali Radikális Párt által szervezett közös előválasztás kampányában eleinte jelentős hátrányban volt Dominique Strauss-Kahnnal, az IMF elnökével szemben a belső közvéleménykutatásokon, de utóbbi szex-botrányai után az élre került. Az előválasztások első fordulójában az élen végzett, de nem kapott 50%-ot; a második fordulóban, 2011 októberében 56%-kal győzött Martine Aubry 43%-ával szemben.
2012 januárjában közzétette elnökválasztási programját 60 konkrét javaslattal, köztük szerepel a nagyvállalatok, bankok és a gazdagok fokozottabb adóztatása, 60 000 pedagógus-állás létrehozása, a nyugdíjkorhatár leszállítása 62-ről 60 évre, a fiatalok foglalkoztatásának támogatása, az ipari beruházások ösztönzése, házasodási és örökbefogadási jogok az egynemű párok számára, a francia csapatok kivonása Afganisztánból még 2012-ben.

## Elnöksége
François Hollande megválasztásával 17 év szünet után 2012-ben ismét baloldali elnöke lett Franciaországnak. Politikai módszeréről pontosan lehetett tudni, hogy az a megegyezés és a kompromisszum (más aspektusból a konfliktus kerülése) köré épül. Kritikusai szürkeségét és kezdeményező képessége hiányát emelték ki, és a nem túl hízelgő puding (Flanby) ragadvány-névvel ruházták fel. Hollande a megválasztása után az Elysée főtitkárának Pierre-René Lemas-t nevezte ki. Hollande első minisztere pedig Jean-Marc Ayrault, nantes-i polgármester lett.  A kormányzat első szimbolikus - és érdemi - intézkedései keretében bevezette a 75%-os adókulcsot az 1 millió euró feletti bért kifizető vállalatok és jogi személyek számára (az ez összegen felüli részre vonatkozóan) két éves, átmeneti időszakra.  A II. Ayrault kormány az Cahuzac-ügy eredményeként alakult át lényegesebben, az elnök „normalitása” és az „erkölcsi fölénye” nagyjából eddig tartott.
Mikor a 2014 március 23/30-ai helyhatósági választáson a kormányzó szocialista párt a harmadik helyre szorult az UMP és az FN mögött, Ayrault miniszterelnök benyújtotta lemondását 2014. március 31-én.  Hollande elnök a katalán származású, 20 éves korában francia állampolgárságot szerzett Manuel Valls-t nevezte ki első miniszternek. Az első Valls kormány a maga szűk 5 hónapjával a második legrövidebb kormány lett az V. Köztársaság eddigi történetében.  2014. augusztus 24-én belviszály támadt a kormányban. Arnaud Montebourg gazdasági csúcsminiszter, Benoit Hamon oktatási miniszter a nyilvánosság előtt komoly kritikát fogalmazott meg Hollande és Valls (szerintük) megszorító csomagjával szemben.
2016 december elsején Hollande elnök bejelentette, hogy nem kíván indulni a 2016 decemberi évry-i szocialista előválasztáson. Valls kormányfő ezután  bejelentette indulási szándékát az előválasztáson és lemondott. Így öt nappal később Hollande nagy tekintélynek örvendő belügyminisztert, Bernard Cazeneuve-öt nevezte ki első miniszternek. Cazeneuve ezzel az V. köztársaság legrövidebb ideig szolgáló kormányfője lett.
Nicolas Sarkozy „hiperaktív” elnökségéhez képest az elnökséget átvevő, szürkébbnek, ugyanakkor konszenzuskeresőbbnek tartott François Hollande elnök külpolitikai ígéretei a mitterrand-i alapokhoz való visszatérést sugallták, koncepciózus, önálló(bb) diplomáciát eredményezve. Hollande egyrészt szakítást ígért a Sarkozy-féle politikával, megígérve az afganisztáni csapatkivonást és a NATO-tagság felülvizsgálatát. Másrészt úgy tűnhetett, hogy egyfajta versenyfutás kezdődött az Egyesült Államokkal, és a francia diplomácia azon igyekezett, hogyan tudna az amerikai törekvésekre „rálicitálni” például Irán, Szíria, Mali vagy az Iszlám Állam (Daech) kapcsán: Egyesek már-már a francia külpolitika „neokonzervatív fordulatáról” írtak. Általánosságban véve előre megállapítható, hogy visszatérés történt a klasszikus francia diplomáciai ügyvitelhez azzal a fontos „kilengéssel”, hogy a korábbiakhoz képest jelentősen megerősödött a hadügyminiszer szerepe az ország diplomáciája területén, a külpolitika militarizálódott. E militarizálódás hatása Afrikában és a Közel-Keleten markáns, kezdeményező szerepet jelentett, számos hadművelettel (még ha nem is minden tervezett művelet valósult meg) Európában viszont – a Sarkozy-korszakhoz képest – jóval szürkébb-gyengébb diplomáciai aktivitást fejtett ki a francia elnök.

## Magánélete
Több mint harminc évig volt élettársa Ségolène Royal, ugyancsak szocialista politikusnak, akivel négy közös gyermekük van. 2007 júniusában a pár bejelentette szétválását. Néhány hónappal később nyilvánosságra került Hollande és Valérie Trierweiler újságírónő kapcsolata.
Számos politikai, politikatudományi kötetet és tanulmányt publikált.

## Fordítás
- Ez a szócikk részben vagy egészben a François Hollande című angol Wikipédia-szócikk ezen változatának fordításán alapul.  Az eredeti cikk szerkesztőit annak laptörténete sorolja fel. Ez a jelzés csupán a megfogalmazás eredetét és a szerzői jogokat jelzi, nem szolgál a cikkben szereplő információk forrásmegjelöléseként.

| Elődje: Nicolas Sarkozy | A Francia Köztársaság elnöke 2012 – 2017 | Utódja: Emmanuel Macron |